# Паиско Ловено
Паиско Ловено (итал. Paisco Loveno) је насеље у Италији у округу Бреша, региону Ломбардија.
Према процени из 2011. у насељу је живело 257 становника. Насеље се налази на надморској висини од 871 м.

## Становништво
Према резултатима пописа становништва 2011. у општини је живело 198 становника.
| 1951. | 1961. | 1971. | 1981. | 1991. | 2001. | 2011. |
| ----- | ----- | ----- | ----- | ----- | ----- | ----- |
| 904   | 917   | 720   | 537   | 322   | 257   | 198   |